# 純愛サプリメン
『純愛サプリメン』(じゅんあいサプリメン)は、スムルースの1枚目のスタジオ・アルバム。

## 概要
- メジャーデビュー・アルバム。

## 収録曲
全作詞・作曲:徳田憲治、全編曲:スムルース&藤井丈司
1. スーパーカラフル (4:54)
2ndシングル。
2. 帰り道ジェット (4:47)
1stシングル。
3. 非常にイェイね (2:50)
4. 恋の海 (4:56)
5. ご免窮まり無しにて候 (3:29)
6. 2050 (2:44)
2050年の歌。歌詞にドラえもんが出てくるが、誕生年は、2112年である。
7. カルピスチュッチュ (3:54)
インディーズ1stシングル。カルピスの歌。
8. ディスコ☆スター〜OKAWARI〜 (4:30)
2ndシングルのカップリング曲。
9. 無念無想 (3:16)
10. 6月の天気予報 (Album Mix) (5:01)
1stシングルのカップリング曲のアルバムバージョン。
11. スライドブルー (Album Mix) (4:36)
インディーズ2ndシングルのアルバムバージョン。
12. 桃の国から (2:49)